# Kungariket León
Kungariket León var ett kungarike i nordvästra delen av nuvarande Spanien.
León uppstod som kungarike 909, då Alfons III av Asturien delade sitt rike mellan sina söner och överlämnade León åt sin förstfödde, Garcias. Efter Garcias död erhöll hans bror Ordoño av Galicien även León 914–24, och dennes son Ramiro II (död 950) förenade León, Galicien och Austurien till kungariket León. Ramiro och hans son Ordoño III (regent 950–957) utvidgade riket genom erövringar mot araberna. Efter en tid av inre oroligheter och infall av araberna under Sancho I (957–966), Ramiro III (966–982) och Bermudo II (982–990) enades riket åter under Alfons V (999–1024). Alfons son Bermudo III förlorade dock riket till Sancho den store av Navarra. Under Sanchos son Ferdinand förenades León med Kastilien till kungariket Kastilien och León.